# Jean Flahaut
Jean Flahaut (1922-2015) est un universitaire, chimiste, pharmacien et également historien français.
Chimiste minéraliste il a notamment publié sur : Carbone et Thorium (1960), les éléments des Terres rares (1969) et le gallium (1981). 
Après une vie professionnelle longue et pleine, il publie de nombreux articles notamment sur l'histoire de la pharmacie et un ouvrage historique « Charles Louis Cadet de Gassicourt 1769-1821 : bâtard royal, pharmacien de l'empereur ». 

## Biographie
Jean Flahaut est né le 19 mars 1922 à Champigny-sur-Marne, son grand-père et son père sont pharmaciens. Au moment de donner une orientation à ses études il suit l'avis de son père en s'engageant dans la filière pharmaceutiques bien qu'il montre plus d'intérêt pour les mathématiques et une formation d'ingénieur. Il mêne finalement une double formation en suivant l'enseignement de la Faculté des sciences de Paris en parallèle avec son parcours en pharmacie. Il obtient un certificat de mathématiques générales en 1943 et un certificat de chimie générale en 1944.

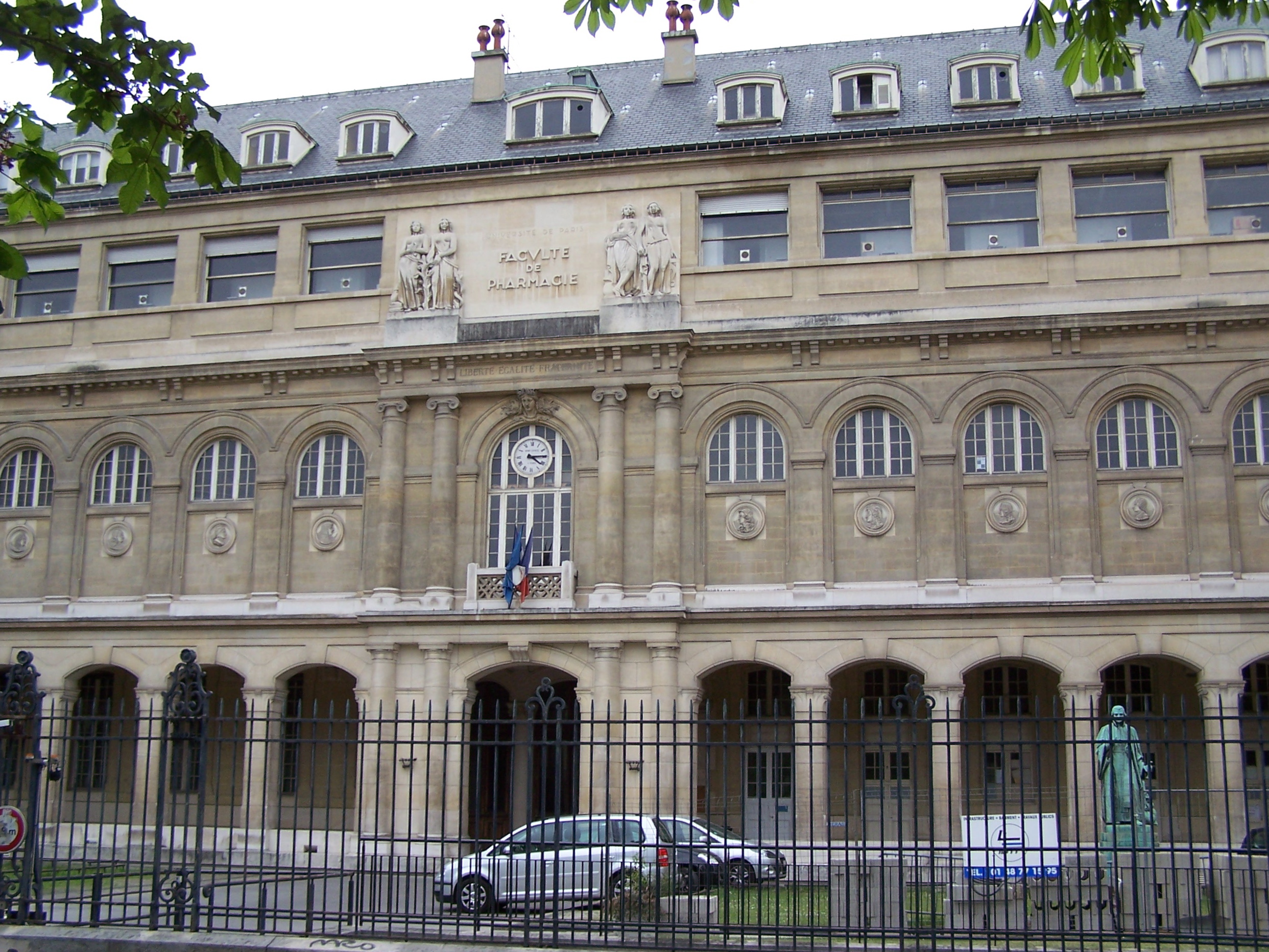
La faculté de pharmacie de Paris, avenue de l'Observatoire

En 1945, il saisit l'occasion d'entrer dans le laboratoire de chimie minérale de la Faculté de pharmacie de Paris comme moniteur de travaux pratiques. L'année suivante il devient stagiaire au Centre national de la recherche scientifique (CNRS) tout en débutant la préparation d'un certificat de physique générale et de mécanique rationnelle qu'il obtient en 1947. Il est ensuite attaché de recherche au CNRS jusqu'en 1950, année où il devient assistant aux travaux pratiques de chimie (première année) puis de physique (première et deuxième année). En décembre 1951, il obtient son doctorat ès sciences et conserve sa fonction d'assistant jusqu'en 1955. Année où il réussit l'agrégation de pharmacie. Il passe maître de conférences en chimie générale et minérale, en 1960 il est nommé Professeur sans chaire, puis en 1962 Professeur à titre personnel.
Il exerce également des fonctions plus générales : président puis doyen du Conseil scientifique de la faculté de pharmacie (1971-1974), vice-président de l'Université René-Descartes (mars 1976 à février 1982), président de l'Assemblée des directeurs des UER pharmaceutiques (février 1978 - février 1982). De 1967 à 1985 il va aussi voyager dans le cadre de missions scientifiques ou d'enseignement qui vont le mener dans de nombreux pays : Brésil, Canada, Chine (Pékin, Shanghai, Canton, Changchun), Côte d'Ivoire, Haute-Volta, Israël, Italie (Rome), Russie (Léningrad) Sénégal, Togo, Viêt Nam, et Zaïre (Kinshasa).

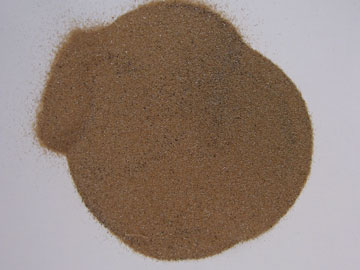
La monazite, un phosphate de thorium et de terres rares, principal minerai de thorium.

En complément de l'enseignement il fait de la recherche sur les conseils du professeur Marius Picon : directeur de recherche contractuel au Laboratoire national de la santé publique (1958-1974), de 1967 à 1973 directeur de l'équipe de recherche associée au CNRS no 26 (1967-1973), et directeur du laboratoire associé au CNRS no 200 « Chimie minérale et structurale » (1973-1985). Ses recherches sont « axés sur la chimie, la structure et les propriétés physiques des composés binaires ou ternaires soufrés, séléniés ou tellurés », elles donneront lieu à plusieurs publications, notamment sur : Carbone et Thorium (1960), les éléments des Terres rares (1969) et le gallium (1981).
En septembre 1988, il est nommé professeur émérite de l'Université René-Descartes.
Il devient également : président du Comité d'éducation sanitaire et sociale de la pharmacie française « conseil de l'ordre » (1984-1990), président du Comité français des unions scientifiques intérnationales (1989-1992), et président de la Société d'histoire de la pharmacie (1992 à sa mort).
Jean Flahaut meurt le 5 octobre 2015, ses obsèques ont lieu au cimetière de Sceaux le 12 octobre.

## Fonctions, prix et distinctions

### Fonctions
- 1978, membre de l'Académie nationale de pharmacie[3],
- 1983, membre correspondant de l'Académie des sciences[3],
- 1984, membre de l'Académie nationale de médecine[3],
- 1987, membre libre et 1991, membre d'honneur de l'Académie nationale de chirurgie dentaire[3].

### Prix
- 1954, prix Louis Ferrand de la Faculté de pharmacie de Paris[3],
- 1960, prix J.-B Dumas et médaille Berthelot de l'Académie des sciences[3],
- 1967, prix en hommage aux savants français assassinés par les Allemands[3],
- 1970, prix Buignet de l'Académie nationale de médecine[3],
- 1972, prix Raymond-Berr de la Société chimique de France[7],

### Distinctions
- 1962, chevalier de l'Ordre de la Santé publique[7],
- 1962, chevalier de l'Ordre des Palmes académiques[7],
- 1966, chevalier de l'Ordre national du mérite[7],
- 1967, officier de l'Ordre des Palmes académiques[7],
- 1972, officier de l'Ordre national de la République de Côte d'Ivoire[7],
- 1976, commandeur de l'Ordre national de la République de Côte d'Ivoire[7],
- 1977, chevalier et 1990, officier de l'Ordre national de la Légion d'honneur[7].

## Publications

### Scientifiques
- Contribution à l'étude du sulfure d'aluminium et des thioaluminates, Masson, 1952, 65 p.
- « Les hautes températures », Diagrammes, no 91,‎ septembre 1964
- avec Louis Domange, Précis de chimie générale et de chimie minérale, Masson, coll. « Précis de pharmacie », 1964
- Les Éléments Des Terres Rares  (préf. professeur Champetier), Masson et Cie, coll. « Monographies de Chimie », 1969, 165 p.
- avec Pierre de La Bretèque, Progrès récents dans la connaissance des combinaisons du gallium avec les éléments bivalents: oxygène, soufre, sélénium, tellure (groupe VI A), Alusuisse France, coll. « Monographies sur le Gallium », 1981, 274 p. (ISBN 9782901080152)

### Historiques
De 1977 à 2008, il publie de nombreux articles dans la Revue d'histoire de la pharmacie.
- « Lavoisier et les pharmaciens parisiens de son temps », Revue d'histoire de la pharmacie, vol. 83, no 307,‎ 1995, p. 349-360
- Charles-Louis Cadet de Gassicourt 1769-1821 : bâtard royal, pharmacien de l'empereur, éditions historiques Teissèdre, coll. « bicentenaire de l'épopée impériale », 2001, 490 p. (ISBN 9782912259608),
- avec Marie-Jeanne Rousselet, Éventails en pharmacie, Paris, Pharmathèmes, 2001, 41 p.,
- « Les Derosne, pharmaciens parisiens, de 1779 à 1855. », Revue d'histoire de la pharmacie, vol. 93, no 346,‎ 2005, p. 221-234.